# Tideswell
Tideswell – wieś w Anglii, w hrabstwie Derbyshire, w dystrykcie Derbyshire Dales. Leży 44 km na północny zachód od miasta Derby i 226 km na północny zachód od Londynu.